# Kirche Rued

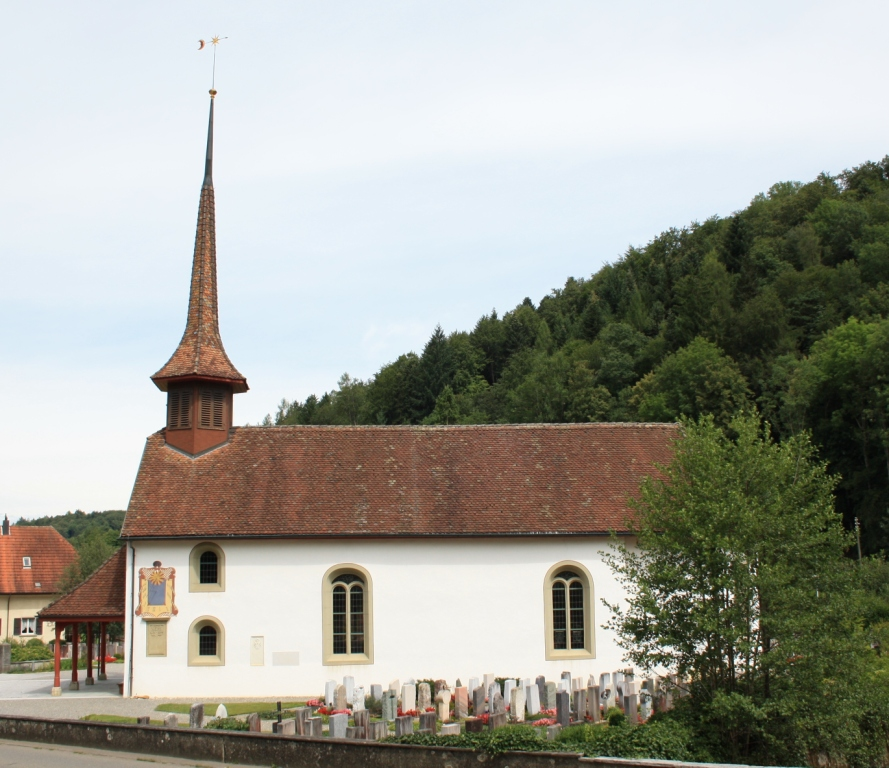
Kirche Rued

Die Kirche Rued  ist die Dorfkirche der aargauischen Gemeinde Schlossrued in der Schweiz.

## Geschichte
Innerhalb der heutigen Kirche wurden bei Ausgrabungen in den 1950er Jahren Mauern einer vorromanischen Kirche gefunden, die deutlich kleiner war als der heutige Bau. Danach folgte im 11./12. Jahrhundert der Bau einer romanischen Kirche, von der in der heutigen Kirche Teile erhalten sind. Der heutige Kirchenbau wurde um 1500 in gotischem Stil erbaut. Er wurde über die Jahrhunderte immer wieder verändert, hatte aber mit diesem Neu- und Umbau seine heutigen Ausmasse erreicht. Verändert wurden vor allem die Fenster, der Dachreiter und die Innengestaltung des Kirchenraums. Die Kirche hat ein Satteldach mit einem Dachreiter und wirkt von aussen wie eine grosse Kapelle.

## Ausstattung
In der Kirche finden sich Grabplatten der Schloss- und Patronatsherren, die auf Schloss Rued residierten. Auch ein Taufstein aus Sandstein, der um 1500 entstanden ist, findet sich in der Kirche. Das Chorgestühl stammt aus der Zeit um 1700. Die barocke Kanzel wurde 1792 von Carl Friedrich Rudolf May gestiftet, hat eine schmale Treppe und über dem schmalen Korb hängt der zugehörige Schalldeckel. Im Chor der Kirche finden sich Kabinettscheiben aus der Zeit der Renaissance und des Barock. Die Genf-Orgel mit 15 Registern wurde 1965 erbaut.